# Jean-Pierre Muller
Jean-Pierre Muller (23 de março de 1910 — 8 de novembro de 1948) foi um ciclista luxemburguês.
Participou nos Jogos Olímpicos de 1928, realizados em Amsterdã, Países Baixos, onde competiu na prova individual e por equipes do ciclismo de estrada.